# نطنز
نَطَنز مرکز شهرستان نطنز، از باغشهرهای تاریخی ایران است که در فاصله ۱۲۵ کیلومتری از مرکز استان اصفهان قراد گرفته است. این شهر در دامنه کوهستان کرکس واقع شده و از شهرهای کوهستانی مرکز کشور محسوب می‌شود که دارای آب و هوای کوهستانی و سردسیری است. ارتفاع این شهر از سطح دریا به‌طور متوسط ۱۶۰۰ متر است. نطنز با قرارگیری در کنار آزادراه تهران- اصفهان و همچنین راه‌آهن سراسری دارای جایگاه ارتباطی خوبی است.

## پیشینه
سمعانی در کتاب «الانساب» همانند یاقوت حموی در کتاب معجم البلدان، نطنز را «بلیده» یعنی شهر کوچکی از توابع اصفهان خوانده است.
نطنز آمیزه‌ای از واژه‌های اوستایی «نا» یا «نه» (حرف نفی) و «تنج» به معنی بزرگ و نیرومند بوده و در مجموع نطنز به معنی «شهر نه چندان بزرگ و گسترده» یا «بلیده» می‌باشد. گفته می‌شود ریشهٔ دیگر نام شهر نطنز واژهٔ اوستایی «نج» به معنی شهری با آب‌های فراوان بوده است، نطنز را به معنی «شهر تنگ یا شهر غنچه» باز شناسانده‌اند.

## جغرافیا
در تقسیمات رسمی کشوری، نطنز با ۱۴۱۲۳ هزار نفر جمعیت مرکز شهرستان نطنز از توابع استان اصفهان است. بلندای شهر نطنز از دریا ۱٬۶۰۰ متر است.
نطنز دارای آب و هوای معتدل کوهپایه‌ای است. این شهر در ۱۲۵ کیلومتری اصفهان قرار دارد.
این منطقه گونه‌های مختلف جانوران وحشی اعم از خزندگان، پرندگان و پستانداران نظیر کل و بز، قوچ و میش وحشی، گراز، گرگ، شغال، روباه، کفتار، گربه وحشی، پلنگ، تشی و غیره را در خود جای داده است. همچنین تا کنون حد اقل ۵۳ گونه پرنده مهاجر و بومی ۸ گونه مار و ۶ گونه مارمولک شناسایی شده است.

## مشکلات زیست‌محیطی
از اواخر سال ۹۹ به بعد به دلیل مجوزهای بدون تأیید فرمانداری و محیط زیست که توسط سازمان معادن به معادن سنگ شهر نطنز و روستای اوره داده شده، هوای این شهر دچار غبار شده و کوه‌هایی که روزی زیبایی بخش این شهر بوده و بخشی از شخصیت شهر نطنز به‌شمار می‌رفتند به شکل بی‌رویه بریده و از شهر خارج شده‌اند. در جواب اعتراض شهروندان فرماندار و رئیس محیط زیست اعلام کردند که مسوولیت این اتفاق به عهده آنها نیست و مجوزها از وزرات خانه بدون تأیید آنها داده شده، همچنین کارخانه‌های نطنز در نزدیکی اوره، از چشمه‌های ان منطقه به‌طور بی‌رویه آب برداشت می‌کنند که باعث عصبانیت مردم نطنز و اوره شده است.

## جمعیت‌شناسی
زبان: زبان مردم نطنز یکی از گویش‌های کهن زبان‌های ایرانی مرکزی است. لهجهٔ آن‌ها تا اندازه‌ای به لهجهٔ مردم اصفهان همانند است و درعین حال از نگاه روش تلفظ واژگان و جملات ویژگی‌های منحصربه‌فرد خود را نیز دارد. در روستاهای نطنز و بخش‌های گوناگون آن می‌بینیم که مردم در تلفظ واژگان و بیان جملات هر کدام به گونه‌ای کش و قوس‌های ویژه در تلفظ واژگان می‌دهند و گاهی گویش برخی کهن سالان این شهرستان برای دیگران دریافتنی نیست. خوی و خیم مردم این شهر با مردم اصفهان و شهرهای اطراف کاملاً متفاوت است. هرچند در برخی محلات نطنز در قدیم گویش راجی را بکار می‌بردند.
پسوند نطنزی:
در واپسین سال‌ها با افزایش کوچ، شمار بسیاری از نطنزی‌ها به شهرهای دیگر از جمله تهران کوچیده‌اند که این خود مایهٔ کاهش جمعیت بومیان منطقه و افزایش کوچ از اقوام دیگر به این شهر شده است. بیشینهٔ مردم نطنز که پشت در پشت در این شهر زاده شده‌اند پسوندهای نظری و نطنزی را در پایان نام خانوادگی خود ثبت می‌نمایند.
لباس: در مورد لباس مردم نطنز باید گفت که امروزه به‌جز ابیانه (آخرین روستای نهاده شده در رودخانهٔ برزرود) که بخش انبوهی از فرهنگ گذشته خود را هنوز پاس داشته، دیگر نقاط به گونه رایج است.

## ره آوردها
ره آوردهای نطنز، شامل غذاهای سنتی، صنایع دستی، محصولات و سوغات است. از سوغات نطنز می‌توان به ظروف سفال سرامیک سنتی، ظروف چوبی خراطی شده، زعفران، جوزقند، گلابی و خشکبار اشاره کرد.
 چینی: یکی از صنایع موجود در مرکز نطنز، چینی آن است که هنوز به روش دستی فراورده می‌شود. دیرینگی فرآوری سفال و سرامیک سنتی در نطنز به ۷۰۰ سال پیش بازمی‌گردد و تا امروز هم برخی کارگاه‌های سنتی در آن مشغول به کارند.
همچنین یکی دیگر از پیشه‌های گذشته نطنز حلاجی یا همان پارچه بافیست، که هنوز برخی از این دستگاه‌های کهن موجود می‌باشد. ریسندگی و گلیم بافی یکی دیگر از کارهای دستی مناطق نطنز است که دومی یعنی گلیم بافی آن هنور در روستاها رایج بوده و فراورده‌های آن به بازار فرش کاشان گسیل می‌گردد، شیلونگری یکی از کارهای کهن موجود در بازار نطنز بوده. بازار شهر نطنز شامل دو بخش می‌باشد که محله کهن آن که به پشت بازار نامور است روزگاری بازار قصبه مرکزی نطنز بوده، که در آن آهنگری، شیلونگری (قفلسازی)، نجاری و خراطی از کارهای رایج آن روزگار بوده، که تا چند سالی پیش پیرمردهای بازمانده از آن دوران هم چنان در آن کار می‌کردند.
تحفه نطنز: تحفه نطنز در فرهنگ همگانی کنایه از نمونه‌ای کمیاب است که می‌تواند دربارهٔ هر شخص یا هر چیز گواه باشد، اما قریب به اتفاق سالخوردگان و بازگوکنندگان تاریخ و فرهنگ همگانی و ادبیات نطنز بر این باورند که تحفه نطنز گونه ای فراوردهٔ خشکبار است که از میوه‌ای به نام الگ (از خانواده هلو است که بسیار شیرین است و در شهر نطنز و روستاهای تابعه آن به دست می‌آید) و مغز گردوی آسیاب شده و خاک قند پدید آمده است که در اصطلاح محلی به آن «جوزقند» می‌گویند و برخی به آن گرد دارچین و هل نیز می‌افزایند.
اما بسیاری دیگر ازمردم «گلابی» را تحفه نطنز می‌دانند، چرا که «گلابی» نطنز از دید طعم و مزه در نوع خود بی‌مانند است و این به دلیل ترکیبات خاک و آب و هوای ویژه نطنز است، چرا که نهال‌های گلابی نطنز را در مناطق دیگر تکثیر کرده‌اند، اما فراورده آن‌ها چنین کیفیتی ندارد… به‌طور کلی آب و خاک و هوای مساعد خطه نطنز، به گونه ایست که شرایط برای رویش و فراوری بهترین گونهٔ فراورده‌های کشاورزی زمینی و باغی را فراهم کرده و در یک‌کلام می‌توان گفت، همه فراورده‌های گیاهی نطنز جنبه «تحفه» دارند. انار (با پوست سیاه رنگ یا سفید رنگ) و گردوی نطنز نیزاز دیگر محصولات مرغوب این شهرستان به‌شمار می‌آید؛ و این در شرایطی است که به دلیل نبودن صنایع تبدیلی در این شهرستان هر سال مقدار زیادی از این فراورده‌ها نابود می‌شوند.
زعفران نطنز: یکی از محصولات کشاورزی شهرستان نطنز که جدیداً در نطنز به خصوص در منطقه طرق نطنز کشت می‌شود و با آب و هوای این منطقه سازگاری دارد، زعفران نطنز است که از کیفیت مناسبی برخوردار است و قسمت اعظم این محصول صادر می‌شود. در سال ۱۳۹۸ مقدار برداشت این محصول از شهرستان نطنز به میزان ۱۶۰۰ کیلوگرم بوده است. مزایای کشت این گیاه سودآور در کنار مقاومت به خشکی و کم‌آب بودن در سال‌های اخیر کشت این محصول توانسته نقش سازنده‌ای در اقتصاد منطقه و تحقق پویایی منطقه داشته باشد.

## آیین‌ها و مراسم‌ها
پنجشنبه بازار: از روزگار کهن در قصبه مرکزی نطنز برگزار می‌شده است، و جایی بوده برای دادوستد که این سنت تا به امروز همچنان ادامه داشته، که می‌توان زیبائی ویژه ای را از بود و با روستائیان دید.
جاروکشی: نام آیینی است که در شب نخست ماه محرم در حسینیه تاریخی ارشاد علیا در مرکز شهر نطنز برگزار می‌شود که پیشینه تاریخی دارد.
نخل گردانی: در روز عاشورا که یکی دیگر ازآیین‌های تاریخی در نطنز است و دیرینگی نخل‌های موجود در تکایای تاریخی نطنز خود گویای دیرینگی این آیین است. نخل گردانی سرشک نطنز در فهرست ملی میراث ناملموس کشور به ثبت رسیده است.
بالا بردن چادر تکایا: برپا کردن چادر (خیمه) تکایا از آیین‌هایی است که در هر ساله با نزدیک شدن به ماه محرم در چهار تکیه تاریخی و بنیادین نطنز (مرکز شهر، ارشاد علیا، افوشته و سرشک) برگزار می‌شده است که در درازای آن مراسمی سنتی خیمه‌های تکایا را برپا می‌کردند تا این تکایا برای برگزاری مراسم شبیه خوانی و سوگواری آماده شود.
شبیه خوانی: از برجسته‌ترین آیین‌هایی است که در دهه اول ماه محرم و دیگر مناسبت‌های مذهبی در نطنز برگزار می‌شود. این آیین در فهرست ملی میراث فرهنگی ناملموس به ثبت رسیده است و امروز نطنز به فرنام پایتخت شبیه خوانی ایران شناخته می‌شود.
حلیم پزان سنتی: یکی از آیین‌های کهن که در بسیاری آیین‌ها و مناسبات مذهبی در شهر نطنز برگزار می‌شود، حلیم پزان است که در آن حلیم را به روش سنتی می‌پزند و پخت حلیم در روزهای گوناگون مذهبی سال در نطنز چنان رواج دارد که در بسیاری محلات و هیئت‌ها یافت می‌شود.
شب برات: آیینی است که از سه روز مانده به زادروز امام زمان (عج) آغاز می‌شود و به گونه ای است که در این سه روز مردم عصرها برای زیارت امامزادگان و خواندن فاتحه برای درگذشتگان خود به امامزادگان و آرامستان‌های نطنز می‌روند و نذورات و خبرات پخش می‌کنند.
آیین پارسه
در روز تاسوعا، دسته‌های عزاداری در محلات مختلف نطنز در کوی و برزن به راه می‌افتند و درب منازل افرادی که متوفی داشته می‌روند و طلب فاتحه می‌کنند. آیین پارسه در جای جای نطنز رواج داشته که اکنون در روستاهای ابیتنه، کمجان، یارند و حومه و همچنین محلات افوشته و ریسه باقیمانده است.

## جاذبه‌های تاریخی

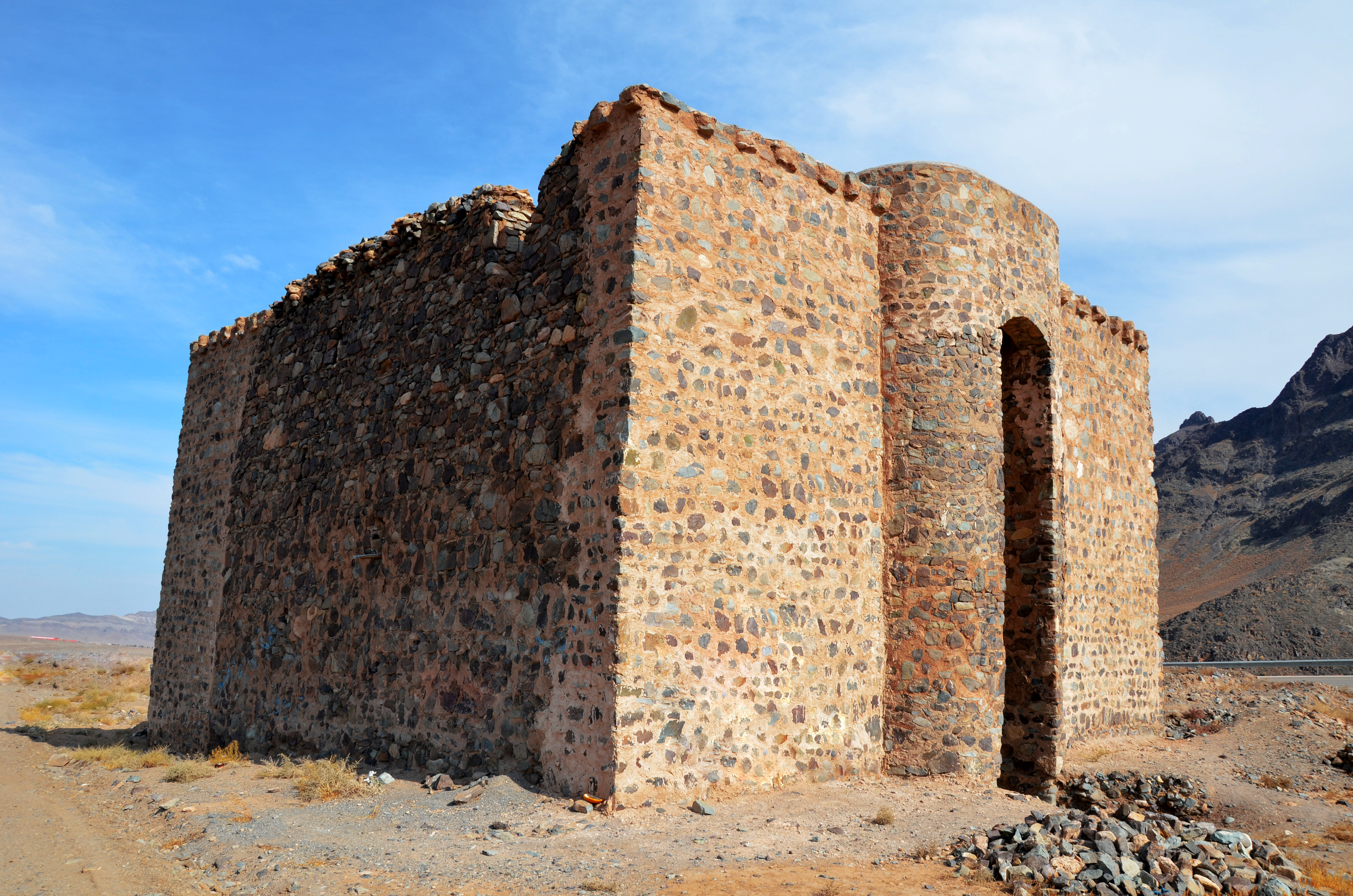
قلعه سنگی نطنز

در باغشهر تاریخی نطنز آثار تاریخی پرشماری وجود دارد از جمله: مسجد جامع و بقعه شیخ عبدالصمد نطنزی، بازار سنتی نطنز، آتشکده ساسانی، مجموعه آب انبارهای تاریخی در محلات نطنز، مسجد کوی میر، مسجد جامع، حسینیه، آسیاب و درختان چنار کهنسال سرشک، بقعه سید واقف، بقعه می‌رسید، حمام افوشته، شربتخانه سید واقف، مسجد جامع افوشته، حسینه افوشته، حسینیه مرکز شهر و سنگآب‌های آن، آسیاب‌های سرشک، سرابان و پمه، مسجد خواجه، کاروانسرای میر ابوالمعالی (قلعه کوهاب)، گنبدباز و دژ وشاق

### آتشکده
این آتشکده سازه ای از دوره ساسانی است که پیرامون مسجد جمعه (جامع) و در میان باغی نهاده شده. بلندای این سازه از رویه زمین به ۲ متر می‌رسد. اندازه‌های هر یک از اضلاع خارجیاین سازه ۳۵ /۱۱ متر بود، و ضلع داخل بنا ۷ متر طول درد. دهانه هر تاق ۵/۶۹ متر است.
بنیاد سازه با سنگ لاشه و پوششی از گچ ساخته شده است.

### مسجد جمعه (جامع)

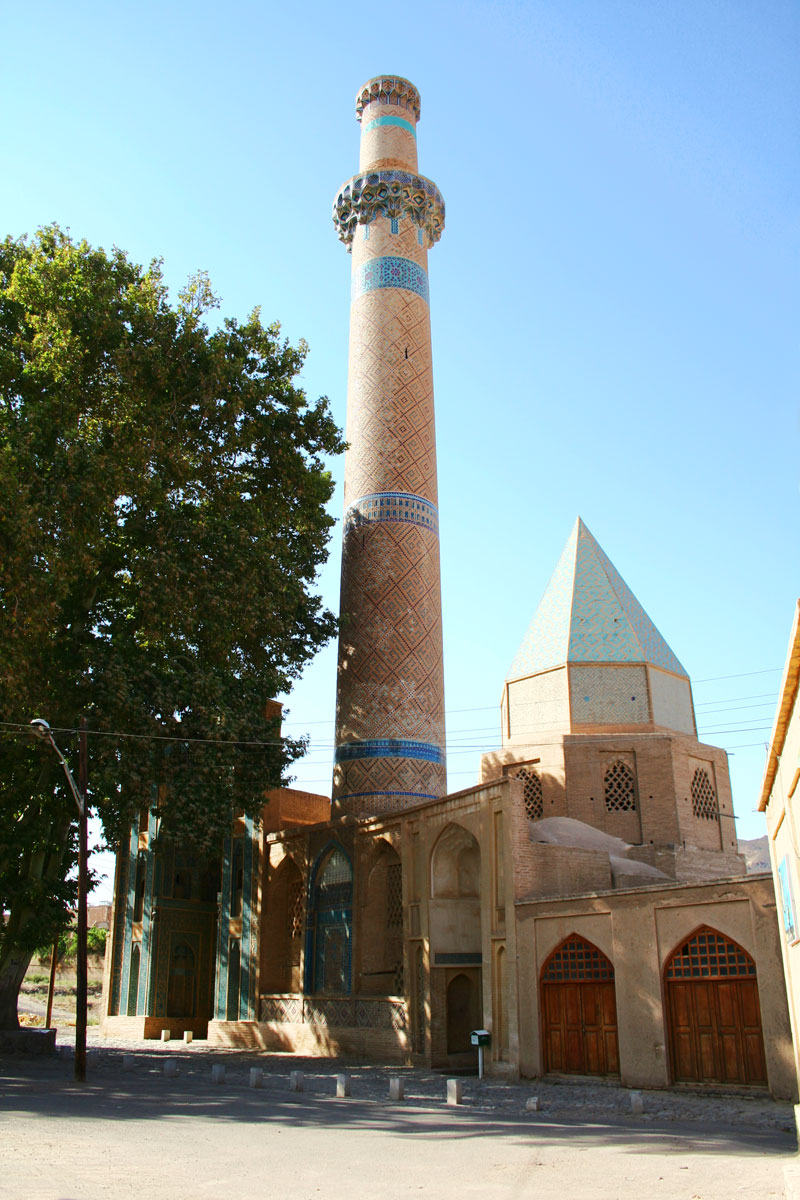
مسجد جامع نطنز در کنار چنار کهنسال

مسجد جمعه یا مسجد جامع نطنز مجموعه‌ای از چندین سازه است که این سازه‌ها در زمان الجایتو خدابنده و پسرش ابوسعید بهادرخان به ترتیب زیر ساخته شده است:
- مسجد بین سال‌های ۷۰۴ تا ۷۰۹ هجری.
- بقعه شیخ عبدالصمد به سال ۷۰۷ هجری.
- ایوان جلوخان خانگاه در سال ۷۱۶ و ۸۱۷ هجری.
- مناره که تاریخ پایان بنای آن سال ۷۲۵ هجری نوشته شده است.
یکی از تاریخ نگاران به نام «آندره گدار» دربارهٔ ساختار مسجد جمعه نطنز که از دید سبک معماری به گونه خود خود کم‌همانند است و نشانه‌هایی از معماری چند دوره را در خود پاس داشته، می‌نویسد: «مسجد که نسبتاً از ویرانی نگاه داشته شده پدید آمده از یک شبستان هشت ضلعی گنبددار مشرف بر صحنی که چهار ایوان دارد است. اضلاع صحن را دهلیزها و نمازخانه‌های گوناگون به هم میپیونداند. این مسجد از سمت شمال و خاور و جنوب به کوچه باریکی کراندار است که چون به درگاه بزرگ مسجد و روبروی مناره و درگاه خانگاه می‌رسد، پهناور شده مبدل به میدان کوچکی می‌شود. در سمت باختر ویرانه خانگاه دیده می‌شود، مسجد ۳ درگاه دارد، یک درگاه جنوبی و دو درگاه شمالی، درگاه‌های سمت شمال همسطح حیاط هستند، ولی درگاه جنوبی دهلیزی است که با ۱۲ پله بلند به کف راهرو مسجد می‌رسد…»
از نقاط دیدنی مسجد، جایی در میان صحن مسجد است که با چند پله به کانال کاریز آبی می‌رسد که از زیربنای مسجد عبور می‌گذرد.
اصل ساختار مسجد با آجر و ملات ساخته و با آهک پوشیده شده است.
برپهنه چندین سنگ نبشته در گوشه و کنار مسجد، تاریخ بازسازی‌ها، بانیان، معماران و استادان مجرب و نامداری است که در بازسازی این مسجد کوشیده‌اند؛ به خوبی گزارش شده است.

### بقعه شیخ عبدالصمد نطنزی
مقاله اصلی: شیخ عبدالصمد نطنزی
سازهٔ این بقعه با مسجد جمعه چنان در پیوند است که گویی هم هنگام یکدیگر یعنی در سال ۷۰۷ هجری ساخته شده‌اند. محور اصلی بقعه و محراب آن که با محور مسجد نزدیک به ۱۰ درجه کژی دارد و نیز موقعیت راهرو، آرامگاه و دهلیز مسجد برهان دیگری است برآن که هر دو سازه در یک زمان ساخته شده‌اند. گنبد این بقعه ریخت هرمی و هشت ضلعی دارد. برپایه سنگ نبشته ای در بقعه شیخ عبدالصمد، ساخت این بقعه به اسماعیل بنای اصفهانی نسبت داده شده است.
در راهرو مشترک مسجد و آرامگاه شیخ عبدالصمد سردر ویژه ای برای خانگاه ساخته شده که سنگنبشته آجری آن به خط ثلث برجسته به خوبی گویا و خوانا است.
برضریح چوبی روی آرامگاه شیخ عبدالصمد نیز نبشته ای به خط ثلث به چشم می‌خورد با این مضمون «عمل استاد حسین بن استاد اسماعیل سرشگی النطنزی فی تاریخ نه اربع و سنین و الف سنه ۱۰۶۴ کتیبه عبداللطیف.»
و بر لوح سنگی روی قبر شیخ چنین نگاشته شده است:
«هذا الغفور الرحیم الرحمن اللهم صل علی النبی و الولی و الحسن و الحسین و العباد و الباقر و الصادق و الجعفر و الکاظم الموسی و الرضا و التقی و النقی و العسگری و الحجته القائم محمدالمهدی الغازی صاحب الزمان (عج)»
"همت مصروف داشت عصمت پناه صالحه خدیجه سلطان بنت شمس طلا در سنه ۱۰۴۵ و این اثر خیر از او باقی ماند. گفتنی است؛ بخشی از بالای محراب آرامگاه شیخ عبدالصمد هم‌اکنون در موزه ویکتوریا و آلبرت لندن نگهداری می‌شود.
به بخش‌هایی از این محراب در پایان سده گذشته دستبرد زده شده است.

### رباط شاه عباس
کاروانسرای کوهاب یا رباط کوهاب در دوره شاه عباس اول توسط میرابوالمعالی برزرودی یکی از فرماندگان نزدیک دربار (وزیر حضور و مجلس نویس شاه) ساخته شده و دارای جلوخان و سردری با کتیبه سنگ شیشه‌ای به خط ثلث زیبایی است که شوربختانه بخشی از آن ویران و ربوده شده و آنچه بمانده از نگاه دیواره‌سازی و سنگربندی‌های اشرار و راهزنان در درگاه کاروانسرا اکنون به دشواری خوانا است.

### گنبد باز

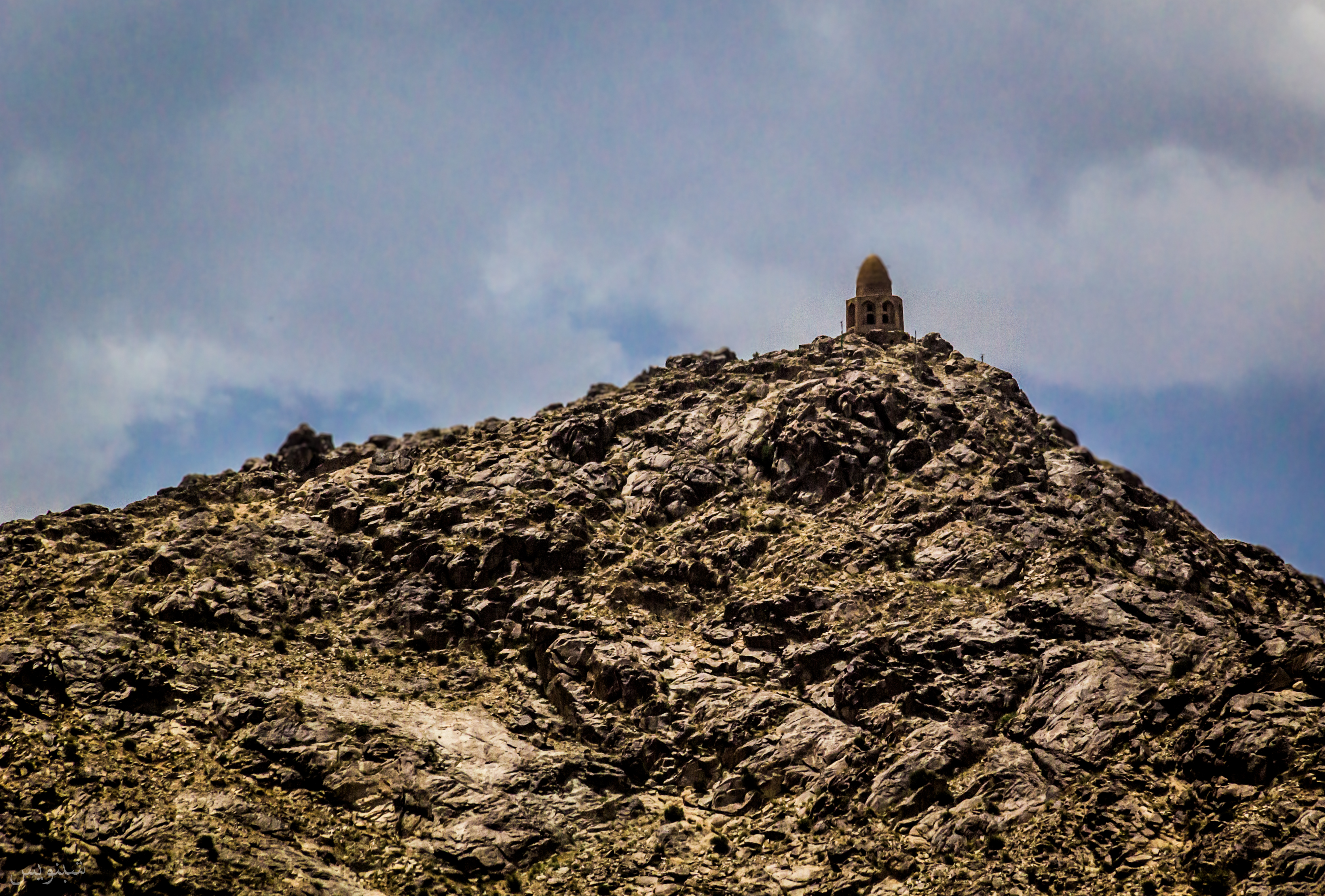
گنبد باز

گنبدی است بر چکاد کوهی کم بلندا برفراز شهر. در کتاب تاریخ زندگانی شاه عباس نخست دربارهٔ چگونگی ساخت این گنبد چنین آمده است: «شاه عباس نخست بسیاری تمرینات لشکری خود را در دشتی بین نطنز و اردستان انجام می‌داد و شکارگاه‌هایی نیز پیرامون آن بود و در این شکارها، بازهای جنگی و شکاری شرکت داشتند، در سال ۱۰۰۱ هجری قمری که شاه عباس به اردستان و نطنز رفته بود، یکی از بازها که مورد توجه شاه بود و به» بازلوند «نامدار بود در جنگ با عقابی زخمی شد و پس از چندی مرد و موجب ملال خاطر شهریار سرافراز گشت… و در حین توجه، اشاره علیه براین موجب صادر گشت که حکومت پناه» نجم الدین محمود بیک «فرمانروای نطنز در جایی بلند عمارت عالیه‌ای جهت دفن» بازلوند «طرح اندازد… و جناب حکومت پناه اطاعت حکم نمود و برقله کوهی رفیع (در همان مکان که عقاب، باز را صید کرده بود) گنبدی عالی طرح افکند و در عرض اندک زمان به اهتمام او به اتمام رسید… و اگر کسی ملاحظه آن عالی بنا بنماید، می‌داند که چه زحمت در اتمام آن بنا رفته و چه مبلغ زر در آنجا خرج شده… و مصالح آن تمامی از شهر نطنز برقله آن کوه که یک فرسنگ است به پشت آدمی برده‌اند…»

### بافت تاریخیسرشک(مسجد جامع، آسیاب، حسینیه، درختان کهن)
مسجد جامع سرشک یکی از معماری‌های موجود در بافت تاریخی سرشک است. دیرینگی این سازه و بافت همسایه آن به دوره ایلخانان بر می‌گردد. مسجد دربردارنده گنبدی آجری است که بر فراز شبستان اصلی مسجد نهاده شده است. پیرامون مسجد دو دالان وجود دارد که بر فراز هر یک یک شبستان کوچک نهاده شده، که از هر سو با پنجره‌های مشبک آجری به کوچه‌های مجاور منتهی می‌گردد.
مسجد دربردارنده یک حیاط چهارگوش است که از یک سو به شبستان اصلی، از یک سو به ایوان بلندی که فضای کف آن دربرگیرنده یک سکو است، همچنین از یک سو به یک راهرو و از سوی دیگر به ساختمان اصلی مسجد مشرف می‌باشد.
ساختمان بنیادین نیز سازه ای آجری است و طاق آن به گونهٔ سنتی دوار (ضربی) بوده و نمایی ویژه به این سازه بخشیده است. از دیگر برتری‌های این سازه می‌توان به زیر زمینی اشاره کرد که زیر شبستان اصلی قرار دارد و دارای دو درب کوچک است که معمولاً از روزگار دور تا چند سال پیش، آن را برای برگزاری نماز و مراسم مذهبی در موسم سرما بکار می‌گرفتند.
از دیگر ویژگی‌های معماری این سازه می‌توان به دو دیواره بودن کف و دیواره‌های مسجد اشاره کرد. به نظر می‌رسد، با توجه به سردسیر بودن منطقه و نهاده شدن مسجد در نزدیکی نهر آب کاریز بهاالدین، چنین تدبیری برای ساخت سازه و پیشگیری از نفوذ آب و سرما اندیشیده شده است که جای اندیشیدن بیشتری دارد.
نهاده شدن این سازه در کنار دیگر آثار تاریخی هم چون حسینیه و آسیاب سبب شده تا این بافت تاریخی به عنوان یکی از مرکز محله‌های گردشگری شهرستان نطنز شناخته شود و در صورت موجود بودن اعتبارات، کوشش‌های برای بازسازی در این بافت نیز متمرکز تر شود. همچنین درختان چنار کهنسالی در این بافت موجود است که دارای دیرینگی زیادی بوده و هم‌اکنون نیز نمای زیبایی به پیرامون مسجد بخشیده است. اما مسئله‌ای که وجود دارد، عدم رعایت ساخت و سازها در حریم این بافت تاریخی است که بار مسئولیتی آن بر دوش شهرداری است که پروانه ساخت ساختمانه ایی را می‌دهد که نه از نظر طبقات و نه از نظر نما و نوع ساخت، همانندی به این بافت دارد.

## صنایع دستی
از دیرباز نطنز دارای صنایع دستی متعددی بوده است که هم‌اکنون تعدادی از آنها پا برجاست. هنرهای سرامیک سازی سنتی و خراطی نطنز در فهرست میراث ناملموس کشور به ثبت رسیده است.
1. سرامیک سازی سنتی (استاد رضا و عباس عبادی)
2. خراطی
3. قلم زنی
4. سبدبافی

## امامزادگان نطنز
از زمان‌های دور بر پایهٔ بسیاری امامزادگان در شهرستان و شهر نطنز، آن را به نام سرزمین اولیاءالله می‌دانستند. امامزادگان پرشماری در شهرستان نطنز است که تعدادی از آن‌ها در شهر نطنز واقع شده‌اند که عبارتند از:
امامزاده گروه آباد واقع در روستای اوره، امامزاده شاهزاده عبدالله، فرزند امام علی علیه السلام و به روایتی همراه با ۱۳۷ تن از یارانش در محله باغستان
امامزاده رقیه خاتون، فرزند موسی کاظم در نزدیکی محله مزرعه خطیر
امامزاده سید محمد بن محسن بن زین العابدین در محله سرشک
امامزادگان یحیی و طاهر، در محله مزیدآباد
امامزاده زین الدین، در محله بامیر
امامزاده سید محمد، در محله وشوشاد
امامزاده سید مراد در نزدیکی محلات ریسه و کندز

## اقتصاد
مردم نطنز از روزگار کهن انسان‌های مقتصدی بوده‌اند. هم‌اکنون اقتصاد شهر نطنز به دو شهرک صنعتی، کشاورزی و صنعت گردشگری وابسته است. در زمینه کشاورزی درآمد مردم از ره فراوری فراورده‌های باغی از جمله گلابی، به، گردو، انار و… و همچنین فراوری زعفران است. باغشهر تاریخی نطنز به دلیل اینکه آثار تاریخی و جاذبه‌های گردشگری طبیعی بسیاری دارد، پذیرای گردشگران بسیاری است که به واسطه حضور گردشگران، پیشه‌های گوناگونی رواج یافته است.

## دانشگاه‌ها
هم‌اکنون شهر نطنز دارای یک مرکز دانشگاهی پیام نور و یک واحد دانشگاه آزاد اسلامی است.
البته شهر نطنز در دهه‌های قبل دارای یک واحد دانشگاه دولتی بوده که بنابر دلایلی منحل گردیده است. در سالهای اخیر عده از نخبگان و خیرین در صدد احداث یک پردیس دانشگاهی دولتی در نطنز بودند.

## سایت هسته‌ای نطنز
سایت هسته ای نطنز به سایت هسته ای گفته می‌شود که در نزدیکی نطنزو در حوزه جغرافیایی شهرستان کاشان احداث گردیده است و در این سایت، سانتریفیوژهای مرتبط با غنی سازی اورانیوم قرار گرفته است و در آن از سانتریفیوژهای نسل جدید نیز بهره‌برداری شده است. سایت نطنز در تاریخ بیست و ششم بهمن سال ۱۳۹۰ نام خود را بنام معاون بازرگانی‌اش، یعنی «مرکز هسته ای شهید احمدی روشن نطنز» تغییر داد.